# 57. ceremonia wręczenia Złotych Globów
Złote Globy za rok 1999 zostały przyznane 23 stycznia 2000 roku w 13 kategoriach filmowych i 11 kategoriach telewizyjnych. Uroczysta ceremonia wręczenia nagród Stowarzyszenia Prasy Zagranicznej w Hollywood odbyła się po raz 57.

## Zwycięzcy

### Kino

#### Najlepszy aktor w dramacie
Denzel Washington – Huragan

nominacje:
- Kevin Spacey – American Beauty
- Russell Crowe – Informator
- Richard Farnsworth – Prosta historia
- Matt Damon – Utalentowany pan Ripley

#### Najlepszy aktor w musicalu lub komedii
Jim Carrey – Człowiek z księżyca

nominacje:
- Robert De Niro – Depresja gangstera
- Rupert Everett – Idealny mąż
- Hugh Grant – Notting Hill
- Sean Penn – Słodki drań

#### Najlepsza aktorka w dramacie
Hilary Swank – Nie czas na łzy

nominacje:
- Annette Bening – American Beauty
- Julianne Moore – Koniec romansu
- Sigourney Weaver – Mapa świata
- Meryl Streep – Koncert na 50 serc

#### Najlepsza aktorka w musicalu lub komedii
Janet McTeer – Niesione wiatrem

nominacje:
- Reese Witherspoon – Wybory
- Julianne Moore – Idealny mąż
- Sharon Stone – Muza
- Julia Roberts – Notting Hill

#### Najlepsza reżyseria
Sam Mendes – American Beauty

nominacje:
- Neil Jordan – Koniec romansu
- Norman Jewison – Huragan
- Michael Mann – Informator
- Anthony Minghella – Utalentowany pan Ripley

#### Najlepszy film zagraniczny
- Wszystko o mojej matce, reż. Pedro Almodovar (Hiszpania)

nominacje:
- Aimée & Jaguar, reż. Max Färberböck (Niemcy)
- Wschód - Zachód, reż. Régis Wargnier (Rosja/Hiszpania/Bułgaria/Francja)
- Dziewczyna na moście, reż. Patrice Leconte (Francja)
- Purpurowe skrzypce, reż. François Girard (Włochy/Kanada)

#### Najlepsza muzyka
Ennio Morricone – 1900: Człowiek legenda

nominacje:
- Thomas Newman – American Beauty
- John Williams – Prochy Angeli
- George Fenton – Anna i król
- Michael Nyman – Koniec romansu
- Jocelyn Pook – Oczy szeroko zamknięte
- Lisa Gerrard i Pieter Bourke – Informator
- Angelo Badalamenti – Prosta historia
- Gabriel Yared – Utalentowany pan Ripley

#### Najlepsza piosenka
„You’ll Be in My Heart” – Tarzan – muzyka i słowa: Phil Collins

nominacje:
- „How Can I Not Love You” – Anna i król – muzyka i słowa: Kenneth Edmonds, George Fenton i Robert Kraft
- „Beautiful Stranger” – Austin Powers: Szpieg, który nie umiera nigdy – muzyka: Madonna; słowa: William Ørbit i Madonna
- „Save Me” – Magnolia – muzyka i słowa: Aimee Mann
- „When She Loved Me” – Toy Story 2 – muzyka i słowa: Randy Newman

#### Najlepszy dramat
American Beauty, reż. Sam Mendes

nominacje:
- Koniec romansu, reż. Neil Jordan
- Huragan, reż. Norman Jewison
- Informator, reż. Michael Mann
- Utalentowany pan Ripley, reż. Anthony Minghella

#### Najlepszy musical lub komedia
Toy Story 2, reż. Ash Brannon i John Lasseter

nominacje:
- Depresja gangstera, reż. Harold Ramis
- Być jak John Malkovich, reż. Spike Jonze
- Człowiek z księżyca, reż. Miloš Forman
- Notting Hill, reż. Roger Michell

#### Najlepszy scenariusz
Alan Ball – American Beauty

nominacje:
- Charlie Kaufman – Być jak John Malkovich
- John Irving – Wbrew regułom
- Eric Roth i Michael Mann – Informator
- M. Night Shyamalan – Szósty zmysł

#### Najlepszy aktor drugoplanowy
Tom Cruise – Magnolia

nominacje:
- Michael Caine – Wbrew regułom
- Michael Clarke Duncan – Zielona mila
- Haley Joel Osment – Szósty zmysł
- Jude Law – Utalentowany pan Ripley

#### Najlepsza aktorka drugoplanowa
Angelina Jolie – Przerwana lekcja muzyki

nominacje:
- Natalie Portman – Wszędzie byle nie tu
- Cameron Diaz – Być jak John Malkovich
- Catherine Keener – Być jak John Malkovich
- Chloë Sevigny – Nie czas na łzy
- Samantha Morton – Słodki drań

### Telewizja

#### Najlepszy aktor w serialu dramatycznym
James Gandolfini – Rodzina Soprano

nominacje:
- Billy Campbell – Once and Again
- Dylan McDermott – Kancelaria adwokacka
- Rob Lowe – Prezydencki poker
- Martin Sheen – Prezydencki poker

#### Najlepszy aktor w serialu komediowym lub musicalu
Michael J. Fox – Spin City

nominacje:
- Thomas Gibson – Dharma i Greg
- Ray Romano – Wszyscy kochają Raymonda
- George Segal – Ja się zastrzelę
- Eric McCormack – Will & Grace

#### Najlepszy aktor w miniserialu lub filmie telewizyjnym
Jack Lemmon – Kto sieje wiatr

nominacje:
- Sam Shepard – Dash i Lilly
- Liev Schreiber – Obywatel Welles
- Jack Lemmon – Wtorki z Morriem
- Tom Sizemore – Pod ochroną

#### Najlepsza aktorka w serialu dramatycznym
Edie Falco – Rodzina Soprano

nominacje:
- Julianna Margulies – Ostry dyżur
- Amy Brenneman – Potyczki Amy
- Sela Ward – Once and Again
- Lorraine Bracco – Rodzina Soprano

#### Najlepsza aktorka w serialu komediowym lub musicalu
Sarah Jessica Parker – Seks w wielkim mieście

nominacje:
- Calista Flockhart – Ally McBeal
- Jenna Elfman – Dharma i Greg
- Heather Locklear – Spin City
- Felicity Huffman – Redakcja sportowa
- Debra Messing – Will & Grace

#### Najlepsza aktorka w miniserialu lub filmie telewizyjnym
Halle Berry – Kariera Dorothy Dandridge

nominacje:
- Judy Davis – Dash i Lilly
- Mia Farrow – Forget Me Never
- Leelee Sobieski – Joanna d’Arc
- Helen Mirren – Pasja Ayn Rand

#### Najlepszy serial dramatyczny
Rodzina Soprano

nominacje:
- Ostry dyżur
- Once and Again
- Kancelaria adwokacka
- Prezydencki poker

#### Najlepszy serial komediowy lub musical
Seks w wielkim mieście

nominacje:
- Ally McBeal
- Dharma i Greg
- Spin City
- Will & Grace

#### Najlepszy miniserial lub film telewizyjny
Obywatel Welles, reż. Benjamin Rose

nominacje:
- Dash i Lilly, reż. Kathy Bates
- Kariera Dorothy Dandridge, reż. Martha Coolidge
- Joanna d’Arc, reż. Christian Duguay
- Pod ochroną, reż. Richard Pearce

#### Najlepszy aktor drugoplanowy w serialu, miniserialu lub filmie telewizyjnym
Peter Fonda – Pasja Ayn Rand

nominacje:
- David Spade – Ja się zastrzelę
- Chris Noth – Seks w wielkim mieście
- Sean Hayes – Will & Grace
- Klaus Maria Brandauer – Kariera Dorothy Dandridge
- Peter O’Toole – Joanna d’Arc

#### Najlepsza aktorka drugoplanowa w serialu, miniserialu lub filmie telewizyjnym
Nancy Marchoraz – Rodzina Soprano

nominacje:
- Kim Cattrall – Seks w wielkim mieście
- Cynthia Nixon – Seks w wielkim mieście
- Kathy Bates – Annie
- Miranda Richardson – Droga do Białego Domu
- Jacqueline Bisset – Joanna d’Arc
- Melanie Griffith – Obywatel Welles